# Gottes Regenbogen
Gottes Regenbogen (tschech. Boží duha) ist ein Roman des tschechischen Schriftstellers Jaroslav Durych (1886–1962).

## Entstehung
Der katholische Autor, der obendrein vor dem Zweiten Weltkrieg auch sehr weit rechts stehende politische Positionen vertrat, zählte nach dem Krieg in der kommunistischen Ära zu den verfemten Autoren, die keine Möglichkeit besaßen, ihre Werke zu veröffentlichen. Der 69-jährige Autor schrieb den Roman Gottes Regenbogen im Jahre 1955. Erst nach dem Tod Durychs konnte in der kurzen Zeit relativer Freiheit des Prager Frühlings das Buch 1969 in der Tschechoslowakei erscheinen.

## Inhalt
Durych wagte sich mit seinem Altersroman Gottes Regenbogen im Jahre 1955 an ein damals völlig totgeschwiegenes bzw. politisch brisantes Thema: die Vertreibung der Deutschen aus der Tschechoslowakei nach dem Zweiten Weltkrieg aufgrund der sogenannten Beneš-Dekrete und deren Folgen. Das in einer sehr bilderreichen und poetischen Sprache verfasste Werk nähert sich der Thematik aus katholischer Sicht an, die die Frage nach Schuld, Reue und Versöhnung in den Mittelpunkt der Betrachtung stellt. Der Autor reist, von einem diffusen religiösen Bedürfnis nach Reue getrieben in die menschenleeren Grenzregionen des Landes. Dort findet er menschenleere Häuser, die offenbar ganz plötzlich verlassen wurden, und auch eine Kirche, in deren Innerem noch ein Sarg steht. Niemand hatte den Toten mehr bestattet. Dann begegnet er einer jungen Deutschen, die irgendwie den Ort ihrer Herkunft wieder bewohnt. Nur allmählich erfährt der Tscheche die persönliche Geschichte der Deutschen, ihre Erniedrigung und Schändung durch die Tschechen und den Tod ihrer Mutter. Der Mann fühlt den inneren Drang, den unbegrabenen Sarg aus der Kirche zu bestatten, was ihm unter großen Anstrengungen auch gelingt. Beide durchleben ihre Reue, die nicht ihnen persönlich gilt, sondern ihre Verantwortung für das Ganze ausdrückt, und finden erlöst zueinander.
Urs Heftrich schrieb: Erst die beiderseitige Reue ermöglicht die Vergebung der Schuld – einer Schuld wohlgemerkt, die beide entrüstet von sich weisen könnten, da sie persönlich niemandem ein Haar gekrümmt haben. Durych erhofft die Versöhnung aber gerade vom Gefühl der Verantwortung jedes Einzelnen für das Ganze: vom Willen eines jeden zur „Mithaftung an der geheimen Schuld“.
Man kann den Roman, der in poetisch überhöhter Weise geschrieben ist, als ein Requiem auf das jahrhundertelange Zusammenleben von Tschechen und Deutschen betrachten, das aufzeigt, wie eine Bewältigung und Versöhnung vielleicht möglich wäre.

## Ausgaben
Der Roman entstand 1955 und wurde erstmals 1969 auf Tschechisch veröffentlicht. 1975 erschien eine deutsche Übersetzung unter dem Titel Gottes Regenbogen von Jan Patočka und Frank Boldt in Postilla bohemica. Vierteljahresschrift der Konstanzer Hus-Gesellschaft 4. Jahrgang, 1/2 1975. Dort erschien auch ein Essay von Jan Patočka mit dem Titel: "Gottes Regenbogen" von Jaroslav Durych. Nach dem Fall des Kommunismus konnte der Roman erneut in der Tschechoslowakei erscheinen, und zwar 1991 beim Verlag Melantrich in Prag. 1999 brachte die Deutsche Verlags-Anstalt im Rahmen ihrer 33-bändigen Tschechischen Bibliothek die Übersetzung von Jan Patočka zusammen mit dessen Essay wiederum heraus und machte mit dieser Ausgabe das Buch einem größeren deutschsprachigen Leserkreis zugänglich.

### Tschechisch
- Boží duha. Prag: Československý spisovatel, 1969 (137 Seiten)
- Boží duha. Prag: Melantrich, 1991 (170 Seiten) ISBN 80-7023-083-5
- Boží duha. Prag: Academia, 2000 (Reprint der Ausgabe 1991 in der Reihe Scarabaeus Bd. 15) ISBN 80-200-0800-4

### Deutsch
- Gottes Regenbogen. Novelle. Übersetzung Jan Patočka und Frank Boldt. Bremen: Verlag K-Presse, 1975 (147 Seiten) = Postilla bohemica. Vierteljahresschrift der Konstanzer Hus-Gesellschaft e.V. 4. Jahrgang, 1/2 1975
- Gottes Regenbogen. Roman. Übersetzung Jan Patočka und Frank Boldt. Mit einem Nachwort von Eckhard Thiele. Stuttgart: Deutsche Verlags-Anstalt, 1999 (236 Seiten) ISBN 3-421-05232-8

## Dramatisierung
- František Derfler: Boží duha, 2001 (Centra experimentálniho divadla, Brünn. Regie: František Derfler. Mit Ela Lehotská und Ladislav Lakomý)
- Fernsehverfilmung der Dramatisierung von František Derfler, 2004